# Natalija Ljapina
Natalija Viktorivna Ljapina (in ucraino Наталія Вікторівна Ляпіна?; 14 maggio 1976) è un'ex pallamanista ucraina.

## Palmarès

### Olimpiadi
- 1 medaglia:
  - 1 bronzo (Atene 2004)